# Капанино дела Сувера (Сијена)
Капанино дела Сувера је насеље у Италији у округу Сијена, региону Тоскана.
Према процени из 2011. у насељу је живело 26 становника. Насеље се налази на надморској висини од 235 м.